# Giorgio Fachini
Giorgio Fachini (21 novembre 1931) è un ex tennista italiano.

## Biografia

### Carriera
Giorgio Fachini è stato il primo compagno di doppio di Nicola Pietrangeli, prima del sodalizio decennale di quest’ultimo con Orlando Sirola. È stato una volta campione italiano di doppio maschile e cinque volte di doppio misto. Vanta alcune presenze nella King’s Cup ma nessuna in Coppa Davis.
Nel 1952 vince il suo primo titolo italiano, nel misto, in coppia con Silvana Lazzarino. Si ripete due anni dopo, in coppia con Lea Pericoli; nello stesso anno è anche campione italiano di doppio maschile in coppia con Nicola Pietrangeli.
Nel 1954 vince il Torneo Internazionale di Grenoble, battendo in finale Tony Vincent, per 6-4, 6-1, 2-6, 2-6, 6-3 e partecipa al Roland Garros, venendo eliminato al secondo turno. Nello stesso anno, al Torneo di Wimbledon, perde al primo turno, nel singolare, dal fuoriclasse australiano Lew Hoad. Perde ancora al primo turno sia nel doppio, in coppia con Bitti Bergamo che nel doppio misto. Nel misto, dai campioni uscenti Vic Seixas e Doris Hart, che avrebbero rivinto il torneo.
Nel 1955 si segnala soprattutto nel doppio misto. Vince la Monte Carlo Cup, in coppia con Shirley Bloomer; il Campionato Partenopeo in coppia con Totta Zehden, battendo in finale Orlando Sirola e Nicla Migliori. In coppia con Lea Pericoli, si aggiudica il torneo di Messina e vince il suo terzo titolo italiano assoluto.  In coppia con Beppe Merlo, vince il torneo di doppio dello Scandinavian Indoor Championships a Oslo. Al Roland Garros, raggiunge il terzo turno, cedendo al tennista di casa Paul Remy per 9-7 al quinto set. L’anno successivo giunge in finale nel doppio misto agli Internazionali d’Italia, in coppia con Shirley Bloomer, perdendo da Thelma Long e Luis Ayala. Perde al primo turno, al Roland Garros, sia nel 1956 che nel 1957.
Vince il Torneo di Ostenda del 1957, battendo Tony Pickard per 6-4, 3-6, 6-2. L’anno dopo vince il doppio misto agli Internazionali d’Italia, sempre in coppia con Shirley Bloomer e prendendosi la rivincita, in finale, sulla coppia Long-Ayala. Si ripete, vincendo il misto ai Campionati Internazionali di Sicilia, in coppia con Erika Vollmer. È nuovamente campione italiano, nella medesima specialità, in coppia con Nicla Migliori.
Nel 1961, vince il Torneo di Trieste, battendo in finale Oscar Ebner per 6-1, 6-4, 6-1. Si ritira per sei anni dal tennis agonistico, facendovi rientro per i Campionati assoluti del 1968, quando si aggiudica il quinto titolo nel “misto”, in coppia con Alessandra Gobbò. Rimane per altri due anni nel circuito, sino al suo definitivo ritiro, nel 1970.